# San Giovanni Suergiu
San Giovanni Suergiu – miejscowość i gmina we Włoszech, w regionie Sardynia, w prowincji Sud Sardynia.
Według danych na rok 2004 gminę zamieszkiwało 6098 osób, 87,1 os./km². Graniczy z Carbonia, Giba, Portoscuso, Sant'Antioco i Tratalias.